# Pippo Franco
Pippo Franco, nome artístico de Franco Pippo (Roma, 2 de setembro de 1940) é um ator, cantor, apresentador de TV, roteirista e humorista italiano.
Pippo Franco era um representante da comédia italiana, e desde os anos 1970 ele tem sido um dos principais comediantes e apresentadores da televisão italiana. Ele fazia parte da histórica empresa de variedades Bagaglino, apresentando todos os seus espetáculos televisivos e teatrais. Ele não é o primeiro comediante a usar esse nome artístico: já nos anos 20 um ator de variedades, Giuseppe Stagnitti, alcançara notoriedade com o nome artístico de Pippo Franco.

## Biografia
Ele nasceu em Roma em 2 de setembro de 1940, mas tem origem irpina. Seu pai, Felice Pippo, era de fato de Villanova del Battista, enquanto sua mãe, Wanda Grassetti, era romana. Pippo conheceu seu pai aos seis anos de idade, pois ele esteve ausente participando da Segunda Guerra Mundial e foi feito prisioneiro pelos britânicos. Alguns meses depois de seu retorno, ele morre. Quando criança, Francesco segue seus estudos na faculdade. Ele então frequentou a escola de arte na via Ripetta. Entre seus professores estão Renato Guttuso e Giulio Turcato, que favorecem sua paixão pela pintura. Mais tarde ele trabalhou como cartunista. Ele trabalha para Fratelli Spada Editori. Então ele começa sua carreira como músico. Pippo Franco se casou em 1995 com Laura Troschel, também atriz; é lembrada, em particular, por sua participação na ficção Il Bello delle Donne, onde interpretou Mirtis Giovannelli. Além disso, como seu marido, ela participou de Il Bagaglino. Depois de vinte anos o casamento com Pippo chega ao fim, a partir do qual, entretanto, nasceu um filho, Simone. Troschel falha depois de uma doença. Pippo se casa novamente com Piera Bassino, atriz de teatro, com quem tem dois filhos: Gabriele e Tommaso.

### Música
Ele atuou como cantor e guitarrista em pequenos grupos no final dos anos 1950, escrevendo músicas com letras divertidas. Alguns títulos: Quel wagon para Frosinone, Cessus para te amar hoje à noite, Lullaby, Lycanthropy. Com o grupo I Pinguini, formado por ele, por Cristiano Metz, Pino Pugliese, Giancarlo Impiglia (mais tarde conhecido pintor e autor de capas de discos, como o de Quella Vecchia Locanda), Armando Mancini e Aldo Perricone) fez sua estréia na década de 1960 no livro de música de Mario Mattoli Appointment em Ischia, acompanhando Mina na performance das canções La nonna Magdalena, Il cielo em un stanza e Una zebra a polka ; e, em outra cena, enquanto toca acompanhando uma strip-tease em uma boate.
Em 1968 ele alcançou um sucesso moderado com o single Seeing a photo de Bob Dylan, que ironiza sobre a lacuna entre os seguidores da beat music e seus pais. Como cantor, ele gravou mais de uma dúzia de álbuns, incluindo: Cara Kiri ( 1971), Bededè (1975), Al cabaret (1977), Praticamente, não? (1978), Pippo nasone e Vietato ai minori (1981). Entre as canções mais famosas, Cesso, uma paródia de canções de amor jogadas em terminologias escatológicas.
Em 1969 ele participou do Cantagiro com La licantropia (cantada com Gabriella Ferri), alcançando um bom sucesso. Mais tarde, ele também se dedicou a gravar discos para crianças, incluindo as iniciais de alguns programas combinados com a Lotteria Italia, como Isotta (1977) e Pepè (1986). Entre os primeiros lugares nas paradas de sucesso há singles ligados à sua participação como convidado de honra no Festival de Sanremo: Mi scappa la pipì papà  (1979), La puntura (1980), Che fico ( 1982) (tema Festival TV), Chì Chì Chì Cò Cò Cò (1983, emprestado da canção "Kirie-Kirio" por Steve Banda Kalenga ), Pinóquio chiò (1984).
Outro de seus créditos televisivos, intitulado Dài lupone dar, encerrou o programa Buonasera con. . . Alberto Lupo . Em 2008, ele apresentou uma de suas músicas no Festival de Sanremo, mas foi excluído pelo júri. Em 2017 oferece uma versão modernizada do Che fico na versão indie pop : as pessoas que aparecem no vídeo para acompanhar a música são fãs dos quadrinhos escolhidos através de redes sociais.

### Cinema

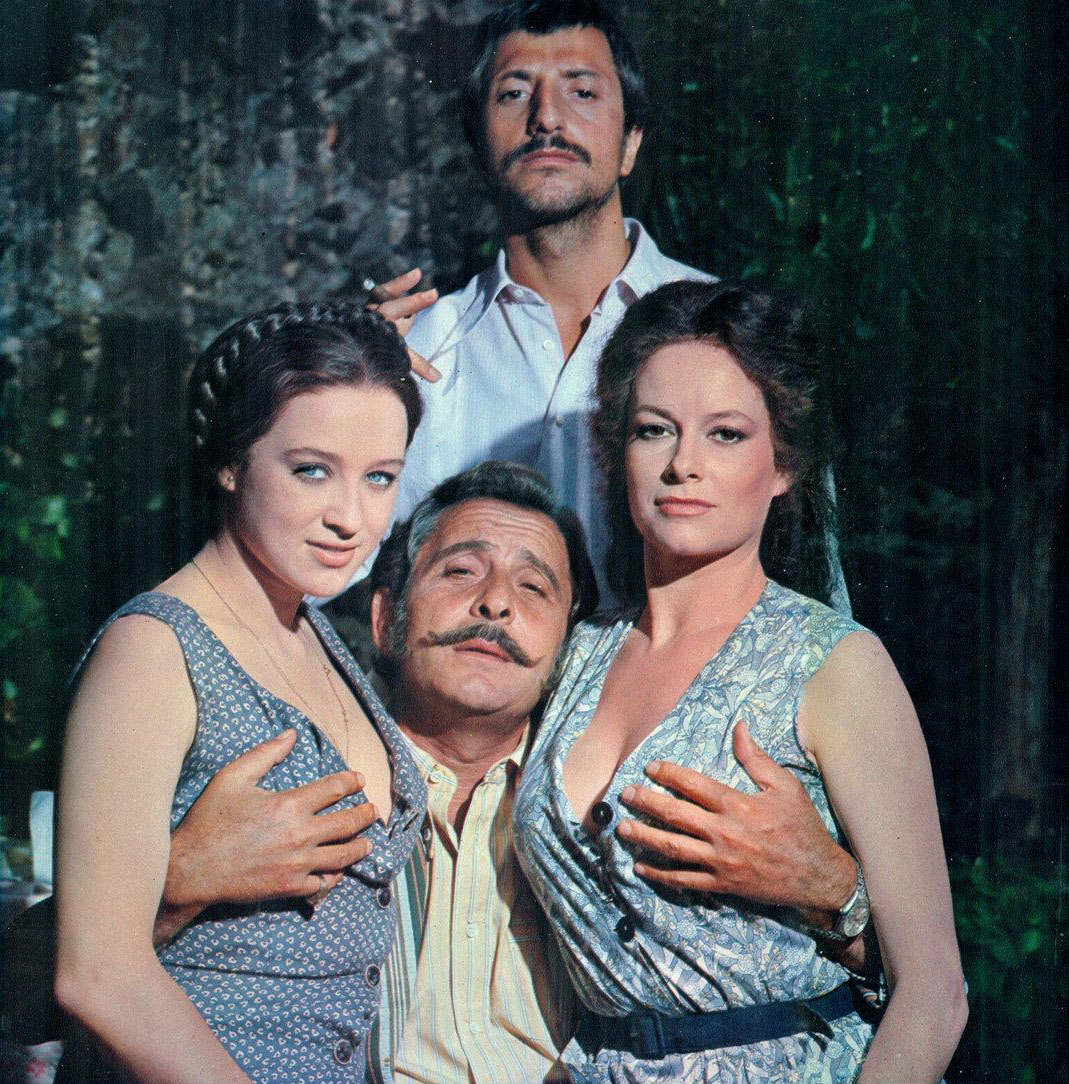
Do alto, no sentido horário: Pippo Franco, Luciana Paluzzi, Domenico Modugno e Eleonora Giorgi no set de La sbandata (1974).

Nos anos 70 e 80, Pippo Franco participou de inúmeros filmes de comédia italiana, dirigidos por diretores como Luciano Salce, Aldo Grimaldi, Franco Prosperi, Sérgio Martino, Luigi Magni e Salvatore Samperi, Pier Francesco Pingitore, Mariano Laurenti e Bruno Corbucci, permanecendo acima de tudo conhecido por sua participação em comédias eróticas em estilo italiano, como Quella grande dell'Ubalda completamente nua e quente e Giovannona Coscialunga desgraçado com honra, mas também aparece em O que aconteceu entre meu pai e sua mãe? ( 1972 ) por Billy Wilder, ao lado de Jack Lemmon e Juliet Mills. Em 1974, ele desempenha um papel dramático em La via dei babbuini, de Luigi Magni, ao lado de Catherine Spaak. Em 1981, dirigiu-se em La gatta da pelare, do qual também escreveu roteiro e música.

### Televisão
Em 1971 ele fez sua estréia na televisão com Riuscirà il cav. papà Ubu?, dirigido por Vito Molinari e Beppe Recchia . Posteriormente, ele é o protagonista da variedade Dove sta Zazà com Gabriella Ferri (1973).
A carreira televisiva de Pippo Franco está ligada principalmente aos espetáculos da empresa " Il Bagaglino ". No início, a protagonista era Gabriella Ferri, mas em 1978 houve uma mudança: o protagonista tornou-se o comediante. O show foi chamado Il ribaltone, com a participação de Loretta Goggi, Daniela Goggi e Oreste Lionello, dirigido por Antonello Falqui.
Menos apreciado pelo público e pelos críticos foi a transmissão do ano seguinte C'era una volta Roma.
Ele então voltou a trabalhar em conjunto com a empresa Bagaglino nos vários shows que aconteceram ao longo dos anos, ambientados principalmente no Salone Margherita em Roma e transmitidos inicialmente pela RAI e posteriormente pela Mediaset. Com Pier Francesco Pingitore, ele também trabalhou em vários filmes de cinema e televisão. Ele também realizou muitas transmissões de piadas, como La sai l'ultima?. Em 1998, a Rai confiou-lhe o programa culinário em horário nobre The Wonderland, emparelhado com Melba Ruffo. Em 2002, ele ganhou o Golden Dolphin Lifetime Achievement Award no National Adriatic Festival Cabaret.

### Teatro
No teatro, ele foi o protagonista de comédias públicas de grande sucesso, como Belli nasceu, Il naso fuori casa e È stato un piacere, tudo escrito e realizado em conjunto com Giancarlo Magalli. Múltiplas atuações teatrais que o viram como ator, autor e muitas vezes também diretor. Na temporada de 2002-03 Che rimanga tra noi, 2004-05 I miei primi 42 anni, em 2006-07 Tutto in un momento, em 2008- 2012 Il Marchese del Grillo, produzidos por Baldrini produções;  em 2011/2012 encena no Salone Margherita a comédia musical que ele escreveu, dirigiu e realizou, BBambole, non c'è un euro. Em 2013-14 Il segreto di Mastro Titta; de 2015 a 2017 "Svalutescion"; em 2016, o "Pippo Franco Show", acompanhado pela Orquestra Melos, conduzida pelo maestro Finizio, produzido por Francesco Serio para a CDB srl; 2018-18 Brancaleone e la sua armata e em  2018-19 Svalutescion 2.0.

### Livros
Em 2001, publicou Pensieri per vivere. Itinerario di evoluzione interiore. Juntamente com o professor Antonio Di Stefano ele publicou algumas coleções de erros, sobrenomes, insígnias e anúncios bizarros, Non prenda niente tre volte al giorno (2002) e Qui chiavi subito (2006), ambos para Mondadori. Em 2012 publica  La morte non esiste. La mia vita oltre i confini della vita, para Edizioni Piemme, escrito com a colaboração de Rita Coruzzi, que testemunha seu longo caminho de fé.

### Política
Tendo em vista as eleições políticas de 2006, ele é candidato ao Centro-Direito do Senado na lista dos Democratas Cristãos para as Autonomias como líderes no distrito de Lazio: mas não é eleito.  Obteve 205 votos nas primárias internas de Fratelli d'Italia para a eleição do prefeito de Roma em 2013.

## Filmografia

### Cinema
- Nomeação em Ischia, dirigido por Mario Mattoli (1960)
- Notti nu, dirigido por Ettore Fecchi (1963)
- Quimera, dirigido por Ettore Maria Fizzarotti (1968)
- Ódio é meu Deus, de Claudio Gora (1969)
- Zingara, dirigido por Mariano Laurenti (1969)
- Nell'anno del Signore, dirigido por Luigi Magni (1969)
- O jovem normal, dirigido por Dino Risi (1969)
- Pensiero d'amore, dirigido por Mario Amendola (1969)
- A dívida conjugal, dirigida por Franco Prosperi (1970)
- W le donne, dirigido por Aldo Grimaldi (1970)
- Basta olhar para ele, dirigido por Luciano Salce (1970)
- Mazzabubù. . . Quantos chifres estão aqui embaixo? , dirigido por Mariano Laurenti (1971)
- Boccaccio, dirigido por Bruno Corbucci (1972)
- Aquele grande pedaço de Ubalda, todo nu e quente, dirigido por Mariano Laurenti (1972)
- O que aconteceu entre meu pai e sua mãe?, dirigido por Billy Wilder (1972)
- Giovannona Coscialunga desgraçado com honra, dirigido por Sergio Martino (1973)
- Rugantino, dirigido por Pasquale Festa Campanile (1973)
- Assalto à noite bom tiro esperançosamente, dirigido por Mariano Laurenti (1973)
- Patroclooo! E o soldado Camillone, grande gordo e frescone , dirigido por Mariano Laurenti (1973)
- Eles mataram outro bandido, dirigido por Guglielmo Garroni (1973)
- La via dei babbuini, dirigido por Luigi Magni (1974)
- La sbandata, dirigido por Alfredo Malfatti e Salvatore Samperi (1974)
- Remo e Romolo - História de dois filhos de um lobo, dirigido por Castellacci e Pingitore (1976)
- Nerone, dirigido por Castellacci e Pingitore (1976)
- O inquilino no andar de cima, dirigido por Ferdinando Baldi (1977)
- Scherzi da prete, dirigido por Pier Francesco Pingitore (1978)
- Tutti a squola, dirigido por Pier Francesco Pingitore (1979)
- L'imbranato, dirigido por Pier Francesco Pingitore (1979)
- Ciao Marziano, dirigido por Pier Francesco Pingitore (1980)
- Açúcar, mel e pimenta, dirigido por Sergio Martino (1980)
- Aí vem o Bersaglieri, dirigido por Luigi Magni (1980)
- Il casinista, dirigido por Pier Francesco Pingitore (1980)
- Il ficcanaso, dirigido por Bruno Corbucci (1980)
- La gatta da pelare, dirigido por Pippo Franco (1981)
- Rico, muito rico ... praticamente de cueca, dirigido por Sergio Martino (1982)
- Atenção aos P2, dirigidos por Pier Francesco Pingitore (1982)
- O torcedor, o árbitro e o jogador de futebol, dirigido por Pier Francesco Pingitore (1983)
- Sfrattato cerca casa equo canon, dirigido por Pier Francesco Pingitore (1983)
- "FF. SS ". - Quero dizer: "... o que você me levou a fazer sobre Posillipo se você não me ama mais?" , dirigido por Renzo Arbore (1983)
- Two Strange Dads, dirigido por Mariano Laurenti (1984)
- Gole rugindo, dirigido por Pier Francesco Pingitore (1992)
- Tiramisù, dirigido por Fabio De Luigi (2016)
- Cav. pai Ubu?, dirigido por Vito Molinari e Beppe Recchia - minissérie de TV (1971)
- Histórias de ficção científica de Blasetti, episódio The Assassin, dirigido por Alessandro Blasetti (1979)
- Senador, dirigido por Gianfrancesco Lazotti (1990)
- Nasce Ladri, dirigido por Pier Francesco Pingitore (1997)
- Ladri torna-se, dirigido por Pier Francesco Pingitore (1998)
- Três estrelas, dirigido por Pier Francesco Pingitore (1999)
- La casa delle beffe, dirigido por Pier Francesco Pingitore (2000)
- Que pecado é isso?, dirigido por Pier Francesco Pingitore (2007)

## Programas de TV
- Studio vuoto, dirigido por Maria Maddalena Yon ( Programa Nacional, 1971)
- Dove sta Zazà , dirigido por Antonello Falqui (Programa Nacional, 1973)
- Oi Willy (Programa Nacional, 1974)
- Mazzabubù (Programa Nacional, 1975)
- Propriedade de São Vicente ( Rete 1, 1976-1977-1978)
- Pippo Franco no cabaré (Rete 1, 1977)
- Bonecas, não há lira (Rete 1, 1977)
- O ribaltone (Rete 1, 1978)
- Era uma vez Roma, dirigido por Pier Francesco Pingitore ( Rete 2, 1979)
- Xeque-mate (Rete 1, 1980)
- O tastomatto ( Rai 2, 1985)
- Para quem o sino toca (Rai 2, 1987)
- Biberon ( Rai 1, 1987-1990)
- Crème caramel (Rai 1, 1990-1992)
- Esta noite eu me jogo (Rai 2, 1991)
- Você conhece o último? ( Canal 5, 1992-1995)
- Saudações e beijos (Rai 1, 1992-1993)
- Cascas de banana (Rai 1, 1993-1994)
- Próximo outro (Canale 5, 1994)
- Champanhe (Canal 5, 1995)
- Rosas Vermelhas (Canale 5, 1996)
- Sob quem ele toca (Canale 5, 1996-1997)
- Viva Italia (Canale 5, 1997)
- Viva os italianos (Canale 5, 1997)
- O país das maravilhas (Rai 1, 1998)
- Gran caffè (Canale 5, 1998)
- Classe Party (Rai 2, 1999)
- O ribaldone (Canale 5, 1999)
- BuFFFoni (Canal 5, 2000)
- Salão (Canal 5, 2001)
- Marameo (Canale 5, 2002)
- Miconsenta (Canale 5, 2003)
- Você conhece o mais recente? (Canale 5, 2003)
- Churrasco (Canale 5, 2004)
- Telas DIY (Canale 5, 2005)
- Bolos na cara (Canal 5, 2005-2006)
- E eu pago . . (Canale 5, 2007)
- Gaiola de Matti (Canale 5, 2008)
- Venha, idiota ( Rete 4, 2008)
- Bellissima - Cabaret anticrisis (Canale 5, 2009)

### Teatro
- 1999 C'é da divertirsi, come disse Freud. Produção Stefano Baldrini
- 2000-2001 Che rimanga tra noi. Produção Stefano Baldrini
- 2002-2003 Tutto in un momento. Produção Stefano Baldrini
- 2004-2005 I miei primi 42. Anni. Produção Stefano Baldrini
- 2006 - 2007 Non prenda niente tre volte al giorno.  Produção Stefano Baldrini
- 2008-2013 Il Marchese del Grillo. Produzido por Stefano Baldrini
- Pippo Franco Show com Melos Orchestra conduzido por Francesco Finizio produzido por CDB srl - Francesco Serio (2015-2016).
- 2012 - 2017 Svalutescion. Produção Stefano Baldrini
- 2013 Il segreto di Mastro TITTA. Produção Stefano Baldrini / Galpi srl
- 2016 - 2017 Brancaleone e la sua armata. Produção Stefano Baldrini

## Livros
- O louco em casa, Editorial Dois I, 1981 .
- Evolução interna. O primeiro passo Roma, Edizioni Mediterranee, 1997 .
- Pensamentos para viver. Itinerário da evolução interior Roma, Edizioni Mediterranee, 2001 . ISBN 88-272-1418-6 .
- Não tome nada três vezes ao dia. O lado cômico da experiência humana , com Antonio Di Stefano, Milão, Mondadori, 2002 . ISBN 88-04-50016-6 .
- Aqui as chaves imediatamente. Sinais, anúncios, sobrenomes e erros de todos para rir , com Antonio Di Stefano, Milan, Mondadori, 2006 . ISBN 88-04-53597-0 .
- Oportunidade faz homem aranha. Strafalcioni, sinais, escritos nas paredes e outras obras-primas do humor involuntário , com Antonio Di Stefano, Milão, Mondadori, 2007 . ISBN 978-88-04-56832-2 .
- A morte não existe. Minha vida além dos confins da vida , com Rita Coruzzi, Milão, Piemme Incontri, 2012 . ISBN 978-88-566-2569-1 .